# The Voice Portugal (6.ª edição)
A sexta edição do The Voice Portugal estreou a 23 de setembro de 2018 na RTP1. O programa é apresentado por Catarina Furtado e Vasco Palmeirim, tendo uma nova repórter de exterior e bastidores, Mafalda Castro. O grupo de mentores é, pela quarta edição consecutiva, constituído por Mickael Carreira, Aurea, Marisa Liz e Anselmo Ralph.
A Final do programa foi disputada pela primeira vez entre 5 finalistas: Gonçalo Lopes (Equipa Mickael), Soraia Cardoso (Equipa Aurea), Diana Castro (Equipa Marisa), Marvi (Equipa Marisa) e Vânia Dilac (Equipa Anselmo). Marvi foi coroada a vencedora e Marisa Liz foi a mentora vencedora, conseguindo a sua segunda vitória e em edições consecutivas.

## Equipas
| Vencedor/a Segundo lugar Terceiro lugar Quarto lugar Quinto lugar | Eliminado/a nas Galas ao vivo Eliminado/a nos Tira-Teimas Roubado/a nas Batalhas Eliminado/a após estar na Sala do Tudo ou Nada Eliminado/a nas Batalhas |

| Mentores | Concorrentes    | Concorrentes      | Concorrentes      | Concorrentes     | Concorrentes |
| --- | --------------- | ----------------- | ----------------- | ---------------- | ------------ |
| Mickael Carreira |                 |                   |                   |                  |              |
| Gonçalo Lopes | Gabriel Gomes   | Elsa Frias        | Hugo Baptista     | Inês Marcelino   |              |
| Alícia Correia | Jaíssa Nogueira | Salvador Simão    | José Pestana      | Vanessa Monteiro |              |
| Joana Brito e Silva | João Branco     | Luna Costa        | Francisca Gomes   | Rúben Pires      |              |
| Aurea |                 |                   |                   |                  |              |
| Soraia Cardoso | João Palma      | Márcia Trabulo    | Leo               | Di Noise         |              |
| Francisco Moreira | Pedro Camões    | Pedro Cau         | Hugo Baptista     | Ivo Arantes      |              |
| Rita Coelho | Beatriz Cassona | Maria Damasceno   | Cristina Moreira  | Anna Ermakova    |              |
| Marisa Liz |                 |                   |                   |                  |              |
| Marvi | Diana Castro    | Isaías Manhiça    | Gonçalo Santos    | David Dias       |              |
| Tyler Faraday | Marília Lopes   | Vanessa Monteiro  | Francisco Moreira | Nicole Silva     |              |
| Bruno Almeida | José Bonifácio  | Sara Dominguez    | Carolina Leite    | Carlos Pereira   |              |
| Anselmo Ralph |                 |                   |                   |                  |              |
| Vânia Dilac | Joana Couto     | Zé Maia Rodrigues | Nuel              | Inês Ribeiro     |              |
| José Pestana | Márcia Branco   | Joana Carvalhas   | João Pereira      | Eva Spitzer      |              |
| Joana Lisboa | Candy June      | Bárbara Parreira  | Catarina Mendes   | Filipa Faria     |              |
| Nota: Concorrentes roubados estão em itálico (nomes riscados na equipa anterior). Após os Tira-Teimas, dois concorrentes já eliminados foram escolhidos para avançar para as Galas, um pelo/a mentor/a (nomes sublinhados) e outro pelo público (nomes a negrito). |                 |                   |                   |                  |              |

## Provas Cegas
A sexta edição do programa conta com o botão bloquear, que pode ser usado uma única vez por cada mentor, para impedir que um concorrente escolha outro/a.
Legenda:

### 1.º Episódio (23 de setembro)[2]
| Ordem | Concorrente          | Idade   | Canção                               | Escolha dos mentores e dos concorrentes | Escolha dos mentores e dos concorrentes | Escolha dos mentores e dos concorrentes | Escolha dos mentores e dos concorrentes |
| Ordem | Concorrente          | Idade   | Canção                               | Mickael                                 | Aurea                                   | Marisa                                  | Anselmo                                 |
| ----- | -------------------- | ------- | ------------------------------------ | --------------------------------------- | --------------------------------------- | --------------------------------------- | --------------------------------------- |
| 1     | Rita Coelho          | 18      | "The House of the Rising Sun"        | ✔                                       | ✔                                       | ✘                                       | ✔                                       |
| 2     | Isaías Manhiça       | 26      | "Why Don't You Do Right?"            | ✔                                       | ✔                                       | ✔                                       | ✔                                       |
| 3     | André Oliveira       | 29      | "Don't Let the Sun Go Down on Me"    | —                                       | ✔ (Coach Replay)                        | —                                       | —                                       |
| 4     | Inês Marcelino       | 16      | "And I Am Telling You I'm Not Going" | ✔                                       | —                                       | —                                       | ✔                                       |
| 5     | Bruno Almeida        | 19      | "Too Good at Goodbyes"               | —                                       | —                                       | ✔                                       | ✔                                       |
| 6     | Pedro & Marco Franco | 18 & 52 | "My Funny Valentine"                 | —                                       | —                                       | —                                       | —                                       |
| 7     | Joana Lisboa         | —       | "The Way You Make Me Feel"           | ✔                                       | ✔                                       | —                                       | ✔                                       |
| 8     | Filipa Faria         | 28      | "Yoü and I"                          | —                                       | —                                       | —                                       | ✔                                       |
| 9     | Pedro Tavares        | 52      | "Granada"                            | —                                       | —                                       | ✔ (Coach Replay)                        | —                                       |
| 10    | Diana Castro         | 30      | "O Amor A Portugal"                  | ✔                                       | ✔                                       | ✔                                       | ✔                                       |
| 11    | Salvador Simão       | 17      | "All I Want"                         | ✔                                       | ✔                                       | —                                       | —                                       |
| 12    | Marvi                | 17      | "A Moment Like This"                 | ✔                                       | ✔                                       | ✔                                       | ✔                                       |

### 2.º Episódio (30 de setembro)
| Ordem | Concorrente          | Idade | Canção                | Escolha dos mentores e dos concorrentes | Escolha dos mentores e dos concorrentes | Escolha dos mentores e dos concorrentes | Escolha dos mentores e dos concorrentes |
| Ordem | Concorrente          | Idade | Canção                | Mickael                                 | Aurea                                   | Marisa                                  | Anselmo                                 |
| ----- | -------------------- | ----- | --------------------- | --------------------------------------- | --------------------------------------- | --------------------------------------- | --------------------------------------- |
| 1     | Elsa Frias           | 37    | "Unchain My Heart"    | ✔                                       | ✔                                       | ✔                                       | ✔                                       |
| 2     | Maria Aranda         | 49    | "La Vie en Rose"      | —                                       | —                                       | —                                       | —                                       |
| 3     | Márcia Trabulo       | 20    | "Never Enough"        | ✔                                       | ✔                                       | ✔                                       | ✔                                       |
| 4     | Tyler Faraday        | —     | "Is This Love"        | ✔                                       | ✘                                       | ✔                                       | ✔                                       |
| 5     | Mariline Hortigueira | 31    | "If I Ain't Got You"  | ✔ (Coach Replay)                        | —                                       | —                                       | —                                       |
| 6     | Joana Couto          | 21    | "My Heart Will Go On" | —                                       | —                                       | —                                       | ✔                                       |
| 7     | Di Noise             | 39    | "Stone Cold"          | ✔                                       | ✔                                       | ✔                                       | —                                       |
| 8     | Luís Enrique         | 28    | "Loucos"              | —                                       | —                                       | —                                       | —                                       |
| 9     | João Palma           | 22    | "Lay Me Down"         | ✔                                       | ✔                                       | —                                       | ✔                                       |
| 10    | Bárbara Tinoco       | 19    | "Jolene"              | —                                       | —                                       | —                                       | —                                       |
| 11    | Zé Maia Rodrigues    | —     | "Talk is Cheap"       | ✔                                       | ✔                                       | ✔                                       | ✔                                       |
| 12    | Jaíssa Nogueira      | 22    | "Redemption Song"     | ✔                                       | ✔                                       | —                                       | —                                       |

### 3.º Episódio (7 de outubro)
| Ordem | Concorrente            | Idade | Canção                        | Escolha dos mentores e dos concorrentes | Escolha dos mentores e dos concorrentes | Escolha dos mentores e dos concorrentes | Escolha dos mentores e dos concorrentes |
| Ordem | Concorrente            | Idade | Canção                        | Mickael                                 | Aurea                                   | Marisa                                  | Anselmo                                 |
| ----- | ---------------------- | ----- | ----------------------------- | --------------------------------------- | --------------------------------------- | --------------------------------------- | --------------------------------------- |
| 1     | Alice Fernandes        | —     | "I Will Always Love You"      | —                                       | —                                       | —                                       | —                                       |
| 2     | Pedro Camões           | —     | "Fever"                       | ✔                                       | ✔                                       | ✔                                       | ✔                                       |
| 3     | Inês Ribeiro           | 20    | "Ach, ich fühl's"             | —                                       | ✔                                       | —                                       | ✔                                       |
| 4     | José Almeida           | 29    | "Despacito"                   | —                                       | —                                       | —                                       | —                                       |
| 5     | Sara Dominguez         | 26    | "One Night Only"              | ✔                                       | ✔                                       | ✔                                       | —                                       |
| 6     | João Branco            | 19    | "Fallin'"                     | ✔                                       | —                                       | —                                       | —                                       |
| 7     | Maria de Deus Pinheiro | 21    | "The House of the Rising Sun" | —                                       | —                                       | —                                       | —                                       |
| 8     | Carolina Leite         | 16    | "Angel"                       | ✔                                       | —                                       | ✔                                       | ✔                                       |
| 9     | Gonçalo Santos         | 22    | "I Won't Let You Go"          | ✔                                       | —                                       | ✔                                       | —                                       |
| 10    | Maria Caetano          | 61    | "Sou do Fado"                 | —                                       | —                                       | —                                       | ✔ (Coach Replay)                        |
| 11    | João Pereira           | 28    | "Tennessee Whiskey"           | ✔                                       | ✔                                       | —                                       | ✔                                       |
| 12    | Ivo Arantes            | 26    | "Wrecking Ball"               | —                                       | ✔                                       | —                                       | —                                       |
| 13    | Vânia Dilac            | 37    | "Amazing Grace"               | ✔                                       | ✔                                       | ✘                                       | ✔                                       |

### 4.º Episódio (14 de outubro)
| Ordem | Concorrente        | Idade | Canção                              | Escolha dos mentores e dos concorrentes | Escolha dos mentores e dos concorrentes | Escolha dos mentores e dos concorrentes | Escolha dos mentores e dos concorrentes |
| Ordem | Concorrente        | Idade | Canção                              | Mickael                                 | Aurea                                   | Marisa                                  | Anselmo                                 |
| ----- | ------------------ | ----- | ----------------------------------- | --------------------------------------- | --------------------------------------- | --------------------------------------- | --------------------------------------- |
| 1     | Cristina Moreira   | 34    | "I Want to Know What Love Is"       | ✔                                       | ✔                                       | —                                       | —                                       |
| 2     | Fernando Adanjo    | 56    | "Bella ciao"                        | —                                       | —                                       | —                                       | —                                       |
| 3     | Joana Carvalhas    | 15    | "Alfama"                            | ✔                                       | ✔                                       | —                                       | ✔                                       |
| 4     | Catarina Mendes    | 20    | "Who's Lovin' You"                  | —                                       | —                                       | —                                       | ✔                                       |
| 5     | Rúben Pires        | 25    | "Beauty and the Beast"              | ✔                                       | —                                       | —                                       | —                                       |
| 6     | Candy June         | 20    | "Listen"                            | —                                       | —                                       | —                                       | ✔                                       |
| 7     | Beatriz Cassona    | 23    | "Crazy"                             | —                                       | ✔                                       | —                                       | ✔                                       |
| 8     | Barbarella Alves   | 30    | "Addicted to You"                   | —                                       | —                                       | —                                       | —                                       |
| 9     | Inês Martins       | 18    | "Who Wants to Live Forever"         | —                                       | —                                       | —                                       | —                                       |
| 10    | Guilherme Pinheiro | 18    | "The Sound of Silence"              | —                                       | —                                       | —                                       | —                                       |
| 11    | Carlota Barros     | 26    | "Walk on the Wild Side"             | —                                       | —                                       | —                                       | —                                       |
| 12    | Pedro Cau          | 20    | "You Are the Reason"                | —                                       | ✔                                       | —                                       | —                                       |
| 13    | Carlos Pereira     | 25    | "Chaga"                             | —                                       | —                                       | ✔                                       | ✔                                       |
| 14    | Tinho Pinho        | 27    | "Is This Love"                      | —                                       | —                                       | —                                       | —                                       |
| 15    | Luna Costa         | 22    | "Menina, Estás à Janela"/"Serenata" | ✔                                       | —                                       | —                                       | —                                       |
| 16    | Leo                | 30    | "Highway to Hell"                   | —                                       | ✔                                       | ✔                                       | ✔                                       |
| 17    | Eva Spitzer        | 17    | "Havana"                            | ✔                                       | —                                       | —                                       | ✔                                       |
| 18    | Michael Marques    | 21    | "Fly Me to the Moon"                | —                                       | —                                       | —                                       | —                                       |
| 19    | Hugo Baptista      | 31    | "I Believe I Can Fly"               | ✔                                       | ✔                                       | —                                       | —                                       |
| 20    | Gonçalo Lopes      | 23    | "Hallelujah"                        | ✔                                       | ✔                                       | ✔                                       | ✔                                       |

### 5.º Episódio (21 de outubro)
| Ordem | Concorrente       | Idade | Canção                  | Escolha dos mentores e dos concorrentes | Escolha dos mentores e dos concorrentes | Escolha dos mentores e dos concorrentes | Escolha dos mentores e dos concorrentes |
| Ordem | Concorrente       | Idade | Canção                  | Mickael                                 | Aurea                                   | Marisa                                  | Anselmo                                 |
| ----- | ----------------- | ----- | ----------------------- | --------------------------------------- | --------------------------------------- | --------------------------------------- | --------------------------------------- |
| 1     | Nicole Silva      | 36    | "American Boy"          | —                                       | —                                       | ✔                                       | ✔                                       |
| 2     | Matheus Fonseca   | 26    | "Corazón Partío"        | —                                       | —                                       | —                                       | —                                       |
| 3     | Gabriel Gomes     | 21    | "A Song for You"        | ✔                                       | ✘                                       | ✔                                       | —                                       |
| 4     | Pedro Leitão      | 24    | "Listen"                | —                                       | —                                       | —                                       | —                                       |
| 5     | Alícia Correia    | 17    | "I'd Rather Go Blind"   | ✔                                       | —                                       | —                                       | —                                       |
| 6     | Anna Ermakova     | 28    | "Moon River"            | ✔                                       | ✔                                       | —                                       | —                                       |
| 7     | Marta Alves       | 19    | "Somebody to Love"      | —                                       | —                                       | —                                       | —                                       |
| 8     | Bunny             | 21    | "Stronger Than Me"      | —                                       | —                                       | —                                       | —                                       |
| 9     | Nuel              | 32    | "Cry Me a River"        | —                                       | —                                       | —                                       | ✔                                       |
| 10    | Bárbara Parreira  | 21    | "O Tempo"               | ✔                                       | —                                       | —                                       | ✔                                       |
| 11    | Ana Rita Oliveira | 28    | "Wonder Why"            | —                                       | —                                       | —                                       | —                                       |
| 12    | José Pestana      | 31    | "Unchain My Heart"      | ✔                                       | —                                       | —                                       | —                                       |
| 13    | Diogo Barbosa     | 21    | "I Believe I Can Fly"   | —                                       | —                                       | —                                       | —                                       |
| 14    | Francisca Gomes   | 26    | "Riptide"               | ✔                                       | —                                       | —                                       | —                                       |
| 15    | Soraia Cardoso    | 20    | "Tens Os Olhos De Deus" | ✔                                       | ✔                                       | —                                       | —                                       |
| 16    | David Dias        | 27    | "Scared to Be Lonely"   | ✔                                       | ✔                                       | ✔                                       | ✔                                       |

### 6.º Episódio (28 de outubro)
| Ordem | Concorrente         | Idade | Canção                        | Escolha dos mentores e dos concorrentes | Escolha dos mentores e dos concorrentes | Escolha dos mentores e dos concorrentes | Escolha dos mentores e dos concorrentes |
| Ordem | Concorrente         | Idade | Canção                        | Mickael                                 | Aurea                                   | Marisa                                  | Anselmo                                 |
| ----- | ------------------- | ----- | ----------------------------- | --------------------------------------- | --------------------------------------- | --------------------------------------- | --------------------------------------- |
| 1     | Marília Lopes       | 26    | "Trevo (Tu)"                  | —                                       | ✔                                       | ✔                                       | —                                       |
| 2     | Carolina Marcelino  | 25    | "Shape of You"                | —                                       | —                                       | —                                       | —                                       |
| 3     | Francisco Moreira   | 18    | "Na Rua dos Meus Ciúmes"      | ✔                                       | ✔                                       | ✔                                       | ✔                                       |
| 4     | Maria Damasceno     | 19    | "What's Up?"                  | ✔                                       | ✔                                       | —                                       | —                                       |
| 5     | Catarina Anselmo    | 21    | "Fix You"/ "Skinny Love"      | —                                       | Equipa cheia                            | —                                       | —                                       |
| 6     | Catarina Cardoso    | 25    | "Take Me Home, Country Roads" | —                                       | Equipa cheia                            | ✔ (Coach Replay)                        | —                                       |
| 7     | Vanessa Monteiro    | 27    | "Master Blaster"              | ✔                                       | Equipa cheia                            | —                                       | —                                       |
| 8     | Pablo Oliveira      | 22    | "Oh! Darling"                 | —                                       | Equipa cheia                            | —                                       | —                                       |
| 9     | Joana Brito e Silva | 24    | "Popular"                     | ✔                                       | Equipa cheia                            | —                                       | ✔                                       |
| 10    | Pedro Gomes         | 22    | "Purpose"                     | Equipa cheia                            | Equipa cheia                            | —                                       | —                                       |
| 11    | Márcia Branco       | 20    | "Desfolhada Portuguesa"       | Equipa cheia                            | Equipa cheia                            | —                                       | ✔                                       |
| 12    | Brie e Camille      | —     | "Royals"                      | Equipa cheia                            | Equipa cheia                            | —                                       | Equipa cheia                            |
| 13    | José Bonifácio      | 23    | "Libertango"                  | Equipa cheia                            | Equipa cheia                            | ✔                                       | Equipa cheia                            |

## As Batalhas
As Batalhas foram emitidas a partir de dia 4 de novembro. Os conselheiros desta edição foram: Fernando Daniel para a Equipa Mickael, Raquel Tavares para a Equipa Aurea, Tiago Pais Dias para a Equipa Marisa e Bárbara Bandeira para a Equipa Anselmo. Cada mentor/a pode salvar um/a concorrente eliminado/a de outra equipa. À semelhança da edição anterior, existe a Sala de Tudo ou Nada, onde existe uma cadeira correspondente ao/à concorrente salvo/a por cada mentor/a. Este lugar é temporário, ou seja, se o/a mentor/a decidir salvar outro/a concorrente, o/a primeiro/a terá de ceder o seu lugar e abandonar a competição. Apenas no final das batalhas se sabe a constituição definitiva das equipas que avançam para os Tira-Teimas.
- Nota: Uma das batalhas da Equipa Anselmo foi cancelada antes de ocorrer, devido a problemas de saúde de um dos concorrentes; desta forma, ambos os concorrentes (Inês Ribeiro e Nuel) passam diretamente para a fase de Tira-Teimas. A canção interpretada nesta batalha seria "Angels".

Legenda:
| Episódio                      | Mentor           | Ordem | Vencedor          | Canção                              | Vencido             | Resultado para 'Salvar' | Resultado para 'Salvar' | Resultado para 'Salvar' | Resultado para 'Salvar' |
| Episódio                      | Mentor           | Ordem | Vencedor          | Canção                              | Vencido             | Mickael                 | Aurea                   | Marisa                  | Anselmo                 |
| ----------------------------- | ---------------- | ----- | ----------------- | ----------------------------------- | ------------------- | ----------------------- | ----------------------- | ----------------------- | ----------------------- |
| 7.º Episódio (4 de novembro)  | Aurea            | 1     | Pedro Camões      | "Toxic"                             | Beatriz Cassona     | —                       | —                       | ✔                       | —                       |
| 7.º Episódio (4 de novembro)  | Anselmo Ralph    | 2     | Vânia Dilac       | "Natural Woman"                     | Filipa Faria        | —                       | —                       | —                       | —                       |
| 7.º Episódio (4 de novembro)  | Marisa Liz       | 3     | David Dias        | "Hey Jude"                          | Bruno Almeida       | ✔                       | ✔                       | —                       | ✔                       |
| 7.º Episódio (4 de novembro)  | Mickael Carreira | 4     | Gonçalo Lopes     | "Espera"                            | João Branco         | —                       | —                       | —                       | ✔                       |
| 7.º Episódio (4 de novembro)  | Anselmo Ralph    | 5     | Joana Carvalhas   | "Foi Deus"                          | Catarina Mendes     | —                       | —                       | —                       | —                       |
| 7.º Episódio (4 de novembro)  | Aurea            | 6     | Leo               | "Sign of the Times"                 | Rita Coelho         | —                       | —                       | —                       | ✔                       |
| 7.º Episódio (4 de novembro)  | Marisa Liz       | 7     | Isaías Manhiça    | "Next to Me"                        | Carlos Pereira      | —                       | —                       | —                       | —                       |
| 7.º Episódio (4 de novembro)  | Mickael Carreira | 8     | Salvador Simão    | "All I Ask"                         | Joana Brito e Silva | —                       | ✔                       | —                       | —                       |
| 7.º Episódio (4 de novembro)  | Aurea            | 9     | João Palma        | "Dancing On My Own"                 | Ivo Arantes         | —                       | —                       | ✔                       | —                       |
|                               |                  |       |                   |                                     |                     |                         |                         |                         |                         |
| 8.º Episódio (11 de novembro) | Marisa Liz       | 1     | Tyler Faraday     | "Let's Stay Together"               | Nicole Silva        | —                       | ✔                       | —                       | —                       |
| 8.º Episódio (11 de novembro) | Anselmo Ralph    | 2     | Zé Maia Rodrigues | "Procura por Mim"                   | Bárbara Parreira    | —                       | —                       | —                       | —                       |
| 8.º Episódio (11 de novembro) | Mickael Carreira | 3     | Inês Marcelino    | "This Is Me"                        | Rúben Pires         | —                       | —                       | —                       | —                       |
| 8.º Episódio (11 de novembro) | Aurea            | 4     | Pedro Cau         | "Perfect"                           | Anna Ermakova       | —                       | —                       | —                       | —                       |
| 8.º Episódio (11 de novembro) | Anselmo Ralph    | 5     | Joana Couto       | "Because of You"                    | Candy June          | —                       | —                       | —                       | —                       |
| 8.º Episódio (11 de novembro) | Marisa Liz       | 6     | Marília Lopes     | "What a Wonderful World"            | Carolina Leite      | —                       | —                       | —                       | —                       |
| 8.º Episódio (11 de novembro) | Aurea            | 7     | Di Noise          | "Respect"                           | Cristina Moreira    | —                       | —                       | —                       | —                       |
| 8.º Episódio (11 de novembro) | Mickael Carreira | 8     | Gabriel Gomes     | "Feeling Good"                      | Vanessa Monteiro    | —                       | —                       | ✔                       | —                       |
| 8.º Episódio (11 de novembro) | Marisa Liz       | 9     | Marvi             | "Listen"                            | Sara Dominguez      | —                       | —                       | —                       | —                       |
|                               |                  |       |                   |                                     |                     |                         |                         |                         |                         |
| 9.º Episódio (18 de novembro) | Anselmo Ralph    | 1     | Márcia Branco     | "Issues"                            | Joana Lisboa        | —                       | —                       | —                       | —                       |
| 9.º Episódio (18 de novembro) | Mickael Carreira | 2     | Elsa Frias        | "American Woman"                    | José Pestana        | —                       | —                       | —                       | ✔                       |
| 9.º Episódio (18 de novembro) | Marisa Liz       | 3     | Diana Castro      | "Quem me Dera"                      | Francisco Moreira   | —                       | ✔                       | —                       | —                       |
| 9.º Episódio (18 de novembro) | Anselmo Ralph    | 4     | João Pereira      | "Let it Go"                         | Eva Spitzer         | —                       | —                       | —                       | —                       |
| 9.º Episódio (18 de novembro) | Mickael Carreira | 5     | Alícia Correia    | "At Last"                           | Francisca Gomes     | —                       | —                       | —                       | —                       |
| 9.º Episódio (18 de novembro) | Aurea            | 6     | Soraia Cardoso    | "Como é Grande o Meu Amor por Você" | Maria Damasceno     | —                       | —                       | —                       | —                       |
| 9.º Episódio (18 de novembro) | Marisa Liz       | 7     | Gonçalo Santos    | "Haja o que Houver"                 | José Bonifácio      | —                       | —                       | —                       | —                       |
| 9.º Episódio (18 de novembro) | Mickael Carreira | 8     | Jaíssa Nogueira   | "Can't Take My Eyes off You"        | Luna Costa          | —                       | —                       | —                       | —                       |
| 9.º Episódio (18 de novembro) | Aurea            | 9     | Márcia Trabulo    | "Run to You"                        | Hugo Baptista       | ✔                       | —                       | ✔                       | ✔                       |

## Tira-Teimas
Os Tira-Teimas foram emitidos nos dias 25 de novembro e 2 de dezembro. Os mentores escolhem dois concorrentes para avançarem para as Galas ao vivo (um/a de cada episódio). No final dos Tira-Teimas, os mentores tiveram a oportunidade de escolher um/a dos seis (sete na Equipa Anselmo) concorrentes eliminados para continuar no programa. Os restantes que não foram escolhidos, foram submetidos à votação do público e o/a mais votado/a de cada equipa avança na competição.
Legenda:
| 10.º Episódio (25 de novembro) | Aurea            | 1  | Pedro Cau         | "Heaven"                 | Eliminado |  |  |  |  |
| 10.º Episódio (25 de novembro) | Aurea            | 2  | Soraia Cardoso    | "Fado Para Esta Noite"   | Salva     |  |  |  |  |
| 10.º Episódio (25 de novembro) | Aurea            | 3  | João Palma        | "Naked"                  | Salvo     |  |  |  |  |
| 10.º Episódio (25 de novembro) | Aurea            | 4  | Pedro Camões      | "Sexual Healing"         | Eliminado |  |  |  |  |
| 10.º Episódio (25 de novembro) | Anselmo Ralph    | 5  | Joana Carvalhas   | "Ó Gente da Minha Terra" | Eliminada |  |  |  |  |
| 10.º Episódio (25 de novembro) | Anselmo Ralph    | 6  | João Pereira      | "Superstition"           | Eliminado |  |  |  |  |
| 10.º Episódio (25 de novembro) | Anselmo Ralph    | 7  | Joana Couto       | "I Surrender"            | Salva     |  |  |  |  |
| 10.º Episódio (25 de novembro) | Anselmo Ralph    | 8  | Zé Maia Rodrigues | "The Scientist"          | Salvo     |  |  |  |  |
| 10.º Episódio (25 de novembro) | Mickael Carreira | 9  | Jaíssa Nogueira   | "Borboleta"              | Eliminada |  |  |  |  |
| 10.º Episódio (25 de novembro) | Mickael Carreira | 10 | Salvador Simão    | "Supermarket Flowers"    | Eliminado |  |  |  |  |
| 10.º Episódio (25 de novembro) | Mickael Carreira | 11 | Alícia Correia    | "Ave Maria"              | Eliminada |  |  |  |  |
| 10.º Episódio (25 de novembro) | Mickael Carreira | 12 | Gabriel Gomes     | "Georgia On My Mind"     | Salvo     |  |  |  |  |
| 10.º Episódio (25 de novembro) | Marisa Liz       | 13 | Marília Lopes     | "Just the Way You Are"   | Eliminada |  |  |  |  |
| 10.º Episódio (25 de novembro) | Marisa Liz       | 14 | Isaías Manhiça    | "Wicked Game"            | Salvo     |  |  |  |  |
| 10.º Episódio (25 de novembro) | Marisa Liz       | 15 | Vanessa Monteiro  | "Yesterday"              | Eliminada |  |  |  |  |
| 10.º Episódio (25 de novembro) | Marisa Liz       | 16 | Diana Castro      | "Ouvi Dizer"             | Salva     |  |  |  |  |
|                                |                  |    |                   |                          |           |  |  |  |  |
| 11.º Episódio (2 de dezembro)  | Aurea            | 1  | Di Noise          | "Million Reasons"        | Eliminada |  |  |  |  |
| 11.º Episódio (2 de dezembro)  | Aurea            | 2  | Leo               | "Plug in Baby"           | Salvo     |  |  |  |  |
| 11.º Episódio (2 de dezembro)  | Aurea            | 3  | Francisco Moreira | "E depois do Adeus"      | Eliminado |  |  |  |  |
| 11.º Episódio (2 de dezembro)  | Aurea            | 4  | Márcia Trabulo    | "The Voice Within"       | Salva     |  |  |  |  |
| 11.º Episódio (2 de dezembro)  | Anselmo Ralph    | 5  | Inês Ribeiro      | "I Dreamed a Dream"      | Eliminada |  |  |  |  |
| 11.º Episódio (2 de dezembro)  | Anselmo Ralph    | 6  | Nuel              | "The Show Must Go On"    | Salvo     |  |  |  |  |
| 11.º Episódio (2 de dezembro)  | Anselmo Ralph    | 7  | Márcia Branco     | "I Say a Little Prayer"  | Eliminada |  |  |  |  |
| 11.º Episódio (2 de dezembro)  | Anselmo Ralph    | 8  | José Pestana      | "Let's Get It On"        | Eliminado |  |  |  |  |
| 11.º Episódio (2 de dezembro)  | Anselmo Ralph    | 9  | Vânia Dilac       | "It's a Man's World"     | Salva     |  |  |  |  |
| 11.º Episódio (2 de dezembro)  | Mickael Carreira | 10 | Inês Marcelino    | "If I Were a Boy"        | Eliminada |  |  |  |  |
| 11.º Episódio (2 de dezembro)  | Mickael Carreira | 11 | Gonçalo Lopes     | "You Are the Reason"     | Salvo     |  |  |  |  |
| 11.º Episódio (2 de dezembro)  | Mickael Carreira | 12 | Hugo Baptista     | "O Teu Nome"             | Salvo     |  |  |  |  |
| 11.º Episódio (2 de dezembro)  | Mickael Carreira | 13 | Elsa Frias        | "I Put a Spell on You"   | Salva     |  |  |  |  |
| 11.º Episódio (2 de dezembro)  | Marisa Liz       | 14 | David Dias        | "Lately"                 | Eliminado |  |  |  |  |
| 11.º Episódio (2 de dezembro)  | Marisa Liz       | 15 | Tyler Faraday     | "Human"                  | Eliminado |  |  |  |  |
| 11.º Episódio (2 de dezembro)  | Marisa Liz       | 16 | Gonçalo Santos    | "É Isso Aí"              | Salvo     |  |  |  |  |
| 11.º Episódio (2 de dezembro)  | Marisa Liz       | 17 | Marvi             | "Stone Cold"             | Salva     |  |  |  |  |

## Galas ao Vivo
Legenda:

### 12.º Episódio: Top 16 (9 de dezembro)
Na primeira Gala ao Vivo da edição, após os artistas de cada equipa atuarem, um/a foi salvo/a pelo público e outro/a pelo/a mentor/a. No fim do episódio, o público teve a oportunidade de salvar um/a dos artistas não escolhidos.
| Mentor           | Ordem | Concorrente       | Canção                                  | Resultado            |
| ---------------- | ----- | ----------------- | --------------------------------------- | -------------------- |
| Anselmo Ralph    | 1     | Joana Couto       | "The Power of Love"                     | Salva pelo Anselmo   |
| Anselmo Ralph    | 2     | Zé Maia Rodrigues | "High Hopes"                            | Últimos 2: Salvo     |
| Anselmo Ralph    | 3     | Nuel              | "Fácil de Entender"                     | Últimos 2: Eliminado |
| Anselmo Ralph    | 4     | Vânia Dilac       | "I Will Always Love You"                | Salva pelo público   |
| Aurea            | 5     | Leo               | "Whole Lotta Love"                      | Últimos 2: Eliminado |
| Aurea            | 6     | Soraia Cardoso    | "Fado Primavera"                        | Salva pelo público   |
| Aurea            | 7     | João Palma        | "Say Something"                         | Últimos 2: Salvo     |
| Aurea            | 8     | Márcia Trabulo    | "I'll Never Love Again"                 | Salva pela Aurea     |
| Marisa Liz       | 9     | Isaías Manhiça    | "Pray"                                  | Últimos 2: Salvo     |
| Marisa Liz       | 10    | Marvi             | "Canção do Mar"                         | Salva pelo público   |
| Marisa Liz       | 11    | Gonçalo Santos    | "Use Somebody"                          | Últimos 2: Eliminado |
| Marisa Liz       | 12    | Diana Castro      | "Lusitana Paixão"                       | Salva pela Marisa    |
| Mickael Carreira | 13    | Hugo Baptista     | "Angels"                                | Últimos 2: Eliminado |
| Mickael Carreira | 14    | Gabriel Gomes     | "Jealous"                               | Salvo pelo público   |
| Mickael Carreira | 15    | Elsa Frias        | "The Silence"                           | Últimos 2: Salva     |
| Mickael Carreira | 16    | Gonçalo Lopes     | "How am I Supposed to Live Without You" | Salvo pelo Mickael   |

### 13.º Episódio: Top 12 (16 de dezembro)
| Mentor           | Ordem | Concorrente       | Canção                       | Resultado          |
| ---------------- | ----- | ----------------- | ---------------------------- | ------------------ |
| Mickael Carreira | 1     | Elsa Frias        | "Creep"                      | Eliminada          |
| Mickael Carreira | 2     | Gabriel Gomes     | "Cry Me a River"             | Salvo pelo Mickael |
| Mickael Carreira | 3     | Gonçalo Lopes     | "Somebody to Love"           | Salvo pelo público |
| Aurea            | 4     | Márcia Trabulo    | "No Teu Poema"               | Eliminada          |
| Aurea            | 5     | Soraia Cardoso    | "Gaivota"                    | Salva pelo público |
| Aurea            | 6     | João Palma        | "Como Ela é Bela"            | Salvo pela Aurea   |
| Anselmo Ralph    | 7     | Vânia Dilac       | "Barco Negro"                | Salva pelo público |
| Anselmo Ralph    | 8     | Zé Maia Rodrigues | "Shallow"                    | Eliminado          |
| Anselmo Ralph    | 9     | Joana Couto       | "Skyscraper"                 | Salva pelo Anselmo |
| Marisa Liz       | 10    | Diana Castro      | "Nothing Compares 2 U"       | Salva pela Marisa  |
| Marisa Liz       | 11    | Isaías Manhiça    | "Take Me to Church"          | Eliminado          |
| Marisa Liz       | 12    | Marvi             | "Somewhere Over the Rainbow" | Salva pelo público |

Outras Atuações
| Ordem | Artista(s)                     | Canção        |
| ----- | ------------------------------ | ------------- |
| 1     | Tomás Adrião                   | "A Vontade"   |
| 2     | David Carreira e Sara Carreira | "Gosto de Ti" |

### 14.º Episódio: Top 8 – Semifinal (23 de dezembro)
Pela primeira vez no The Voice Portugal, serão escolhidos 5 concorrentes para avançarem para a Final. Assim um/a mentor/a terá mais do que um artista na Final a representar a sua equipa.
| Mentor           | Ordem | Concorrente    | Canção                        | Pontos do/a Mentor/a | Pontos do público | Total de pontos | Resultado |
| ---------------- | ----- | -------------- | ----------------------------- | -------------------- | ----------------- | --------------- | --------- |
| Aurea            | 1     | Soraia Cardoso | "Meu Amor Marinheiro"         | 30                   | 26                | 56              | Finalista |
| Aurea            | 2     | João Palma     | "Feeling Good"                | 20                   | 24                | 44              | Eliminado |
| Anselmo Ralph    | 3     | Vânia Dilac    | "Your Song"                   | 30                   | 33                | 63              | Finalista |
| Anselmo Ralph    | 4     | Joana Couto    | "Povo que lavas no rio"       | 20                   | 17                | 37              | Eliminada |
| Marisa Liz       | 5     | Diana Castro   | "Para os Braços da Minha Mãe" | 30                   | 24                | 54              | Finalista |
| Marisa Liz       | 6     | Marvi          | "Beauty and the Beast"        | 20                   | 26                | 46              | Finalista |
| Mickael Carreira | 7     | Gabriel Gomes  | "Perfect"                     | 20                   | 27                | 47              | Eliminado |
| Mickael Carreira | 8     | Gonçalo Lopes  | "I Have Nothing"              | 30                   | 23                | 53              | Finalista |

Outras Atuações
| Ordem | Artista(s)                    | Canção               |
| ----- | ----------------------------- | -------------------- |
| 1     | João Palma e Soraia Cardoso   | "Jura"               |
| 2     | Joana Couto e Vânia Dilac     | "Proud Mary"         |
| 3     | Diana Castro e Marvi          | "Imagine"            |
| 4     | Gabriel Gomes e Gonçalo Lopes | "When We Were Young" |
| 5     | Diogo Piçarra                 | "Paraíso"            |

### Especial de Natal (25 de dezembro)
| Ordem | Artista(s)                                | Canção                      |
| ----- | ----------------------------------------- | --------------------------- |
| 1     | Agir e Aurea                              | "Head Over Heels"           |
| 2     | Bárbara Bandeira                          | "Como Eu"                   |
| 3     | Carminho                                  | "Estrela"                   |
| 4     | Vasco Palmeirim e David Dias              | "Hey Jude"                  |
| 5     | G.N.R.                                    | "Quem?"                     |
| 6     | Marta Pinto, Diana Lucas e Jéssica Ângelo | "Silent Night"              |
| 7     | Luís Sequeira                             | "Se ao Menos eu te Odiasse" |
| 8     | Equipas Aurea e Marisa                    |                             |
| 9     | Equipas Mickael e Anselmo                 |                             |

### 15.º Episódio: Top 5 – Final (30 de dezembro)
| Mentor           | Concorrente    | Ordem | Canção                               | Ordem                   | Canção (com Mentores)   | Resultado |
| ---------------- | -------------- | ----- | ------------------------------------ | ----------------------- | ----------------------- | --------- |
| Anselmo Ralph    | Vânia Dilac    | 1     | "Greatest Love of All"               | 6                       | "Oh Happy Day"          | 4.º lugar |
| Aurea            | Soraia Cardoso | 9     | "Ó Gente da Minha Terra"             | 2                       | "Fado da Loucura"       | Top 3     |
| Marisa Liz       | Diana Castro   | 3     | "Eu Sei"                             | 8                       | "Love of My Life"       | Top 3     |
| Mickael Carreira | Gonçalo Lopes  | 7     | "Sorry Seems to Be the Hardest Word" | 4                       | "Quem Me Dera"          | 5.º lugar |
| Marisa Liz       | Marvi          | 5     | "Against All Odds"                   | 8                       | "Love of My Life"       | Top 3     |
|                  |                |       |                                      |                         |                         |           |
| Top 3            |                |       |                                      |                         |                         |           |
| Aurea            | Soraia Cardoso | 1     | "Tens os Olhos de Deus"              | "Tens os Olhos de Deus" | "Tens os Olhos de Deus" | 3.º Lugar |
| Marisa Liz       | Marvi          | 2     | "Canção do Mar"                      | "Canção do Mar"         | "Canção do Mar"         | Top 2     |
| Marisa Liz       | Diana Castro   | 3     | "O Amor A Portugal"                  | "O Amor A Portugal"     | "O Amor A Portugal"     | Top 2     |
|                  |                |       |                                      |                         |                         |           |
| Duelo Final      |                |       |                                      |                         |                         |           |
| Marisa Liz       | Marvi          | 1     | "Over the Rainbow"                   | "Over the Rainbow"      | "Over the Rainbow"      | Vencedora |
| Marisa Liz       | Diana Castro   | 2     | "Ouvi Dizer"                         | "Ouvi Dizer"            | "Ouvi Dizer"            | 2.º Lugar |

Outras Atuações
| Ordem | Artista(s)                | Canção   |
| ----- | ------------------------- | -------- |
| 1     | Fernando Daniel com Top 5 | "Voltas" |
| 2     | Mariza & Vanesa Martín    | "Pídeme" |

## Resultados das Galas

### Todos
Informação dos concorrentes
| Equipa Mickael Equipa Aurea | Equipa Marisa Equipa Anselmo |

Detalhes dos resultados
| Vencedor/a Segundo Lugar Terceiro Lugar Quarto Lugar Quinto Lugar | Artista avançou para a final com maior número de pontos Artista recebeu o Wildcard do público e avançou para a final Artista salvo/a pelo público Artista salvo/a pelo/a mentor/a Artista ficou nas últimas posições, mas foi salvo/a pelo público Artista eliminado/a |

| Concorrente | Concorrente       | Semana 1  | Semana 2              | Semana 3              | Final                 |
| ----------- | ----------------- | --------- | --------------------- | --------------------- | --------------------- |
|             | Marvi             | Salva     | Salva                 | Finalista             | Vencedora             |
|             | Diana Castro      | Salva     | Salva                 | Finalista             | 2.º Lugar             |
|             | Soraia Cardoso    | Salva     | Salva                 | Finalista             | 3.º Lugar             |
|             | Vânia Dilac       | Salva     | Salva                 | Finalista             | 4.º Lugar             |
|             | Gonçalo Lopes     | Salvo     | Salvo                 | Finalista             | 5.º Lugar             |
|             | Gabriel Gomes     | Salvo     | Salvo                 | Eliminado             | Eliminados (Semana 3) |
|             | Joana Couto       | Salva     | Salva                 | Eliminada             | Eliminados (Semana 3) |
|             | João Palma        | Salvo     | Salvo                 | Eliminado             | Eliminados (Semana 3) |
|             | Elsa Frias        | Salva     | Eliminada             | Eliminados (Semana 2) | Eliminados (Semana 2) |
|             | Isaías Manhiça    | Salvo     | Eliminado             | Eliminados (Semana 2) | Eliminados (Semana 2) |
|             | Márcia Trabulo    | Salva     | Eliminada             | Eliminados (Semana 2) | Eliminados (Semana 2) |
|             | Zé Maia Rodrigues | Salvo     | Eliminado             | Eliminados (Semana 2) | Eliminados (Semana 2) |
|             | Gonçalo Santos    | Eliminado | Eliminados (Semana 1) | Eliminados (Semana 1) | Eliminados (Semana 1) |
|             | Hugo Baptista     | Eliminado | Eliminados (Semana 1) | Eliminados (Semana 1) | Eliminados (Semana 1) |
|             | Leo               | Eliminado | Eliminados (Semana 1) | Eliminados (Semana 1) | Eliminados (Semana 1) |
|             | Nuel              | Eliminado | Eliminados (Semana 1) | Eliminados (Semana 1) | Eliminados (Semana 1) |

### Por equipas
Informação dos concorrentes
| Equipa Mickael Equipa Aurea | Equipa Marisa Equipa Anselmo |

Detalhes dos resultados
| Vencedor/a Segundo Lugar Terceiro Lugar Quarto Lugar Quinto Lugar | Artista recebeu o Wildcard do público e avançou para a final Artista ficou nas últimas posições, mas foi salvo/a pelo público Artista eliminado/a |

| Concorrente | Concorrente       | Semana 1  | Semana 2  | Semana 3  | Final     |
| ----------- | ----------------- | --------- | --------- | --------- | --------- |
|             | Gonçalo Lopes     | Salvo     | Salvo     | Salvo     | 5.º Lugar |
|             | Gabriel Gomes     | Salvo     | Salvo     | Eliminado |           |
|             | Elsa Frias        | Salva     | Eliminada |           |           |
|             | Hugo Baptista     | Eliminado |           |           |           |
|             |                   |           |           |           |           |
|             | Soraia Cardoso    | Salva     | Salva     | Salva     | 3.º Lugar |
|             | João Palma        | Salvo     | Salvo     | Eliminado |           |
|             | Márcia Trabulo    | Salva     | Eliminada |           |           |
|             | Leo               | Eliminado |           |           |           |
|             |                   |           |           |           |           |
|             | Marvi             | Salva     | Salva     | Salva     | Vencedora |
|             | Diana Castro      | Salva     | Salva     | Salva     | 2.º Lugar |
|             | Isaías Manhiça    | Salvo     | Eliminado |           |           |
|             | Gonçalo Santos    | Eliminado |           |           |           |
|             |                   |           |           |           |           |
|             | Vânia Dilac       | Salva     | Salva     | Salva     | 4.º Lugar |
|             | Joana Couto       | Salva     | Salva     | Eliminada |           |
|             | Zé Maia Rodrigues | Salvo     | Eliminado |           |           |
|             | Nuel              | Eliminado |           |           |           |

## Concorrentes que apareceram em outros programas ou edições
- Bruno Almeida participou no Just Duet, em 2017.
- Salvador Simão fez parte da Equipa Aurea no The Voice Portugal 2017. Foi eliminado na fase de Batalhas, tendo perdido para Cláudia Pascoal.
- Márcia Trabulo participou no The Voice Portugal 2016, como parte do trio Edna, da Equipa Aurea. O trio chegou ao Top 4 da sua equipa, sendo este um dos melhores resultados de sempre para um grupo no The Voice Portugal.
- Mariline Hortigueira participou no Ídolos 2003. Foi forçada a desistir da competição por motivos contratuais antes do início de fase de Galas. Voltou ao concurso em 2009 e foi eliminada na 1.ª Gala (Top 15).
- Di Noise, nome artístico de Denisa Silva, foi 6.ª classificada da OT2007.
- Carolina Leite foi a finalista da Equipa Anselmo no The Voice Kids.
- Gonçalo Santos participou na 1.ª edição do Factor X. Foi eliminado na última fase antes das Galas ao vivo.
- Fernando Adanjo fez parte da Equipa Marisa no The Voice Portugal 2016 e foi eliminado nas Batalhas.
- Rúben Pires participou na 2.ª edição do Factor X. Foi eliminado na primeira gala.
- Pedro Cau participou no Ídolos 2015. Chegou à última fase antes das galas.
- Tinho Pinho ficou em 10.º lugar no Ídolos 2015.
- Gabriel Gomes foi concorrente do Ídolos 2015.
- Gonçalo Lopes chegou ao Top 6 do Rising Star - A Próxima Estrela.
- Alícia Correia fez parte da Equipa Raquel no The Voice Kids e chegou à fase de Galas.
- Nuel, nome artístico de Emanuel Santos, foi 11.º classificado da OT2007.
- Francisca Gomes participou na OT2010 e no Ídolos 2009, mas foi eliminada nas primeiras fases de ambos os programas.
- David Dias participou na 1.ª edição do Factor X. Foi eliminado no Bootcamp.
- Marília Lopes fez parte da Equipa Lulu no The Voice Brasil 2017. Foi eliminada na fase de Tira-Teima.
- Pablo Oliveira chegou ao Top 14 do Ídolos 2012. Fez também parte da Equipa Rui na 2.ª edição do The Voice Portugal, chegando à fase de Galas ao vivo.
- Pedro Gomes foi concorrente do "Let's Dance - Vamos Dançar", na TVI (2017).